# Lista portów lotniczych na Mauritiusie
Lista portów lotniczych na Mauritiusie, ułożonych alfabetycznie.
| Położenie      | ICAO | IATA | NAZWA LOTNISKA              |
| Plaine Magnien | FIMP | MRU  | Port lotniczy Mauritius     |
| Plaine Corail  | FIMR | RRG  | Port lotniczy Rodrigues     |
| Vingt Cinq     |      |      | Port lotniczy Wyspy Agalega |